# Jezioro Wytyckie
Jezioro Wytyckie – jezioro położone we wschodniej Polsce, na obszarze Pojezierza Łęczyńsko-Włodawskiego, w pobliżu miejscowości Wytyczno w gminie Urszulin, w powiecie włodawskim. Długość linii brzegowej jeziora wynosi 9850 m. Obecnie jezioro stanowi zbiornik retencyjny w systemie Kanału Wieprz-Krzna. Od strony północnej i wschodniej jezioro zostało ogroblowane. Jest to największe jezioro na Pojezierzu Łęczyńsko-Włodawskim.